# Allotisis repleta
Allotisis repleta là một loài bọ cánh cứng trong họ Cerambycidae.